# 国際度量衡委員会
国際度量衡委員会（こくさいどりょうこういいんかい、仏: Comité international des poids et mesures; CIPM）は、メートル条約に基づいて1875年に設立された国際委員会である。
国際度量衡総会 (CGPM) で決定された事項はCIPMによって代執行されるため、CIPMが事実上の理事機関とされる。委員会の任務は、総会から委託された計量単位に関する国際的課題を具体的に検討し、総会に提案を提出することである。
委員会は国籍を異にする18名の委員（主要加盟国の国立研究機関に所属する者から選出される）で構成される。日本からは1907年以降、第二次世界大戦後の4年間を除き、継続的に委員が選出されている（最初の委員は、東京帝国大学教授〈地球物理学〉の田中館愛橘）。

## 任務
事務局はフランス・オー＝ド＝セーヌ県・セーヴルの国際度量衡局 (BIPM) に置かれている。
CIPMは年1回、BIPMで開催され、諮問委員会（CIPMによって設置された、標準に関する個々の分野の専門家からなる専門調査委員会）から提出された報告書を元に議論を行う。CIPMは、BIPMの活動およびメートル条約の実施状況を監督し、CGPMに提案を提出する。
CIPMの最近の活動の焦点は、メートル条約の加盟国で実行される計量の相互承認に対するフレームワークとして用いられるCIPM Arrangement de reconnaissance mutuelle（CIPM-MRA、相互承認協定）の設立だった。

## 諮問委員会
CIPMはいくつかの諮問委員会 (CC: comité consultatif, consultative committee) を設立している。諮問委員会はCIPMの管轄下にある。それぞれの委員会の理事長は委員会の会合で議長を務め、通常CIPMの委員が任命される。
CCU以外のCCのメンバーは、さまざまな加盟国に拠点を置く適切な経験を持つ計測学者からCIPMによって任命される。
CIPMのCCは以下の通りである。
| 略称  | 日本語                       | フランス語                                                                        | 英語                                                                                |
| ----- | ---------------------------- | --------------------------------------------------------------------------------- | ----------------------------------------------------------------------------------- |
| CCAUV | 音響・超音波・振動諮問委員会 | Comité consultatif de l'acoustique, des ultrasons et des vibrations               | Consultative Committee for Acoustics, Ultrasound and Vibration                      |
| CCEM  | 電気・磁気諮問委員会         | Comité consultatif d'électricité et magnétisme                                    | Consultative Committee for Electricity and Magnetism                                |
| CCL   | 長さ諮問委員会               | Comité consultatif des longueurs                                                  | Consultative Committee for Length                                                   |
| CCM   | 質量関連量諮問委員会         | Comité consultatif pour la masse et les grandeurs apparentées                     | Consultative Committee for Mass and Related Quantities                              |
| CCPR  | 測光・放射測定諮問委員会     | Comité consultatif de photométrie et radiométrie                                  | Consultative Committee for Photometry and Radiometry                                |
| CCQM  | 物質量諮問委員会             | Comité consultatif pour la quantité de matière : métrologie en chimie et biologie | Consultative Committee for Amount of Substance : Metrology in Chemistry and Biology |
| CCRI  | 放射線諮問委員会             | Comité consultatif des rayonnements ionisants                                     | Consultative Committee for Ionizing Radiation                                       |
| CCT   | 測温諮問委員会               | Comité consultatif de thermométrie                                                | Consultative Committee for Thermometry                                              |
| CCTF  | 時間・周波数諮問委員会       | Comité consultatif du temps et des fréquences                                     | Consultative Committee for Time and Frequency                                       |
| CCU   | 単位諮問委員会               | Comité consultatif des unités                                                     | Consultative Committee for Units                                                    |

CCRIには3つの小委員会があり、それぞれ電磁スペクトルの異なる部分を担当する。
CCUの役割は、SIの発展とSI文書 (SI brochure) の準備に関連した問題について助言を行うことである。他のCCとは異なり、CCUの委員は以下の団体から選出された候補者からなる。
- 国際標準化機構 (ISO)
- アメリカ国立標準技術研究所 (NIST)
- イギリス国立物理学研究所 (NPL)
- 国際天文学連合 (IAU)
- 国際純正・応用化学連合 (IUPAC)
- 国際純粋・応用物理学連合 (IUPAP)

## 主要な報告書
CIPMは、CGPMやBIPMに影響を及ぼす活動に関連する調査を常に行うことがCGPMにより課されている。以下は作成された主要な報告書である。

### ブレビン報告
1998年に発表されたブレビン報告は、世界の計量の状態を調査したものである。この報告書に基づき、1995年10月の第20回CGPMで、CIPMに以下の事項を行わせることが採択された。
来る数十年で、適切な国際協力、これらのニーズを満たすためのBIPMの独自の役割、および加盟国から要求される財務およびその他の約束について調査し、報告すること
報告書は、特に、BIPMと、国際法定計量機関 (OIML) や国際試験所認定協力機構 (ILAC) などの組織間のより緊密な協力の必要性を明らかにした。

### Kaarls報告
2003年に発表されたKaarls報告では、貿易・産業・社会における計測のニーズの変化におけるBIPMの役割が検討された。

### SI国際文書
CIPMには、国際単位系 (SI) の正式な定義書である「SI国際文書」 (SI Brochure) を制作する責任がある。この文書は、CCUが他の多くの国際機関とともに作成している。SI国際文書の第1版（1970年）〜第4版（1981年）までの版はメートル条約の公用語であるフランス語版のみであったが、第5版（1985年）以降は、フランス語版と英語版が同時に公表されており、最新版は第9版（2019年）である。公式な文書は第9版（2019年）文書の前半部分のフランス語版である。